# Zlatno (Nitra)
Zlatno (in ungherese Kisaranyos) è un comune della Slovacchia facente parte del distretto di Zlaté Moravce, nella regione di Nitra.